# Chester Barrie
Chester Barrie er en engelsk semi-herreskrædder, der ligger på Savile Row nr 19 i London, England.
Virksomheden blev grundlagt i 1935 af den engelsk skrædder Simon Ackerman, der var flyttet til New York, hvor han besluttede sig for at importere britiske klædevarer af høj kvalitet. Han fik etableret en fabrik i Chestnut Grove under navnet Chester Barrie, ved at kombineret navnet Chester, som var det sted han valgte til sin fabrik og Barrie, efter [[J. M. Barrie]], som skrev Peter Pan.
I 1978 solgte Barrie-familien virksomheden til Austin Reed, og på dette tidspunkt blev tøjet forhandlet hos bl.a. Harrods, Selfridges, Turnbull & Asser og Saks Fifth Avenue på Manhattan. Richard Thompson købte Chester Barrie fra Austin Reed i 2000 oven på IT-boblen.
I dag ejes selskabet af Prominent Europe, som købte rettighederne i 2007, og selskabet fremstiller ready-to-wear og made-to-measure tøj.